# CMYK

De vier gebruikte kleuren

Het effect van mengen van 3 kleuren CMY. Het zwart wordt niet perfect

CMYK (een afkorting van cyan, magenta, yellow, key) is een systeem om met vier basiskleuren, waaronder zwart, een groot aantal kleuren te kunnen verkrijgen door subtractieve kleurmenging. Dit systeem wordt vooral gebruikt bij het maken van vierkleurendruk met behulp van 4 tinten drukinkt. 
- C staat voor cyaan
- M staat voor magenta
- Y staat voor yellow (geel)
- K staat voor key plate (zwart)

Bij meerkleurendruk betekent key plate de drukplaat met de 'artistieke details', dat wil zeggen de lijnen en effecten (in tegenstelling tot kleurvlakken). Deze details worden gewoonlijk in de donkerste kleur gedrukt, dus bij de vierkleurendruk CMYK in zwart.
De CMYK-code voor een kleur wordt weergegeven door het dekkingspercentage van de vier inkten die nodig zijn om die kleur te verkrijgen. Wanneer we de basiskleuren langs drie assen uitzetten, krijgen we de CMY-kleurenkubus. Het zwart maakt elke kleur donkerder. Dit effect wordt niet in de kubus weergegeven

## CMY
Naast de vierkleurendruk CMYK komt soms het CMY-systeem voor, waarbij geen zwart wordt gebruikt maar alleen drie kleuren. In de druktechniek leidt dit echter doorgaans tot te lichte afbeeldingen, omdat het met de 3 kleuren, cyaan, magenta en geel niet mogelijk is om echt zwart te verkrijgen, maar eerder donkergrijs resulteert. Verder wordt de combinatie van die drie kleuren vaak een beetje bruinachtig, in plaats van echt zwart. Daarnaast kan het substraat doorweekt raken met inkt bij een combinatie van 100% cyaan, magenta en geel.

CMYK-kleurenkubus

## Splitsing

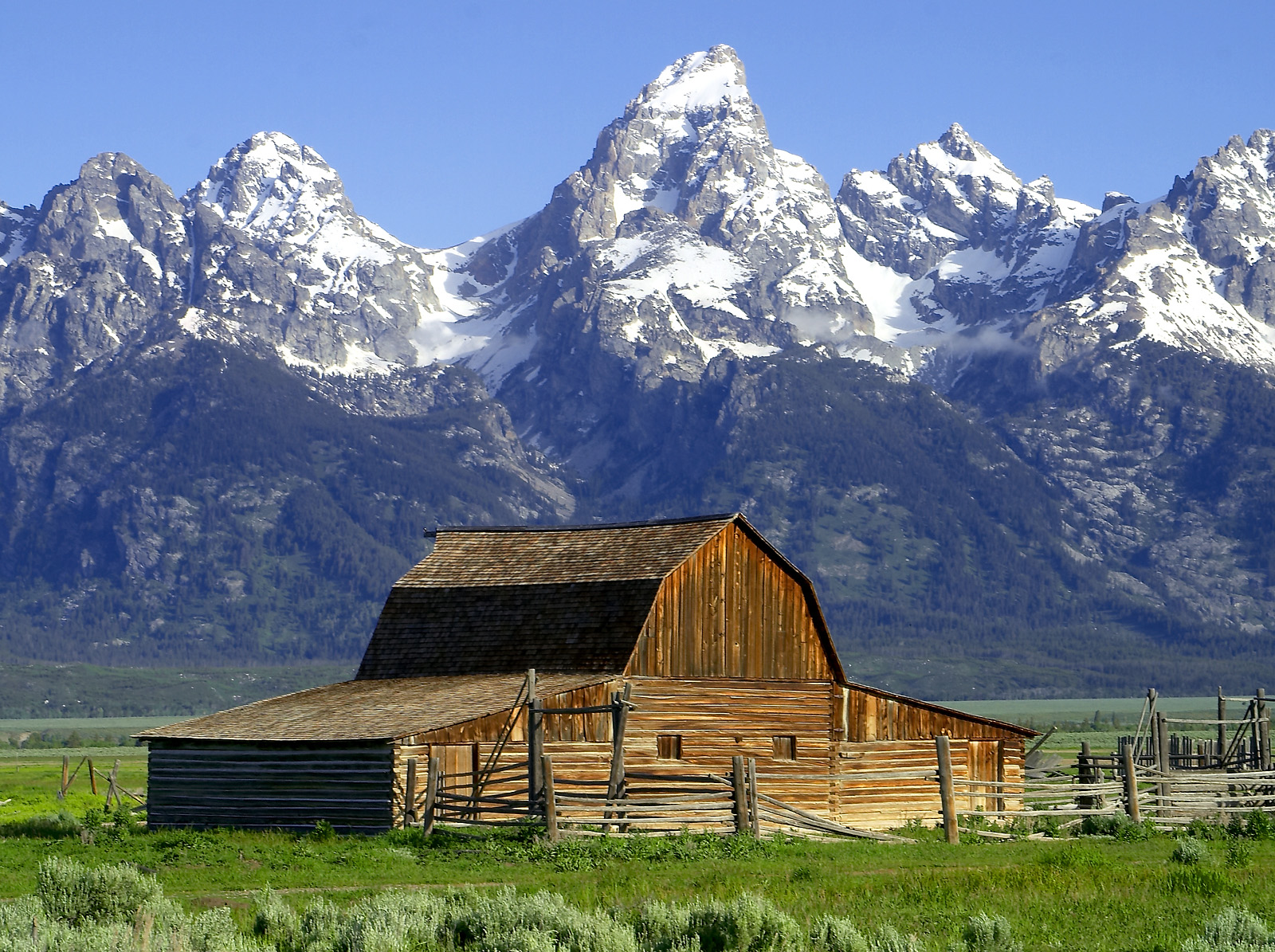
Oorspronkelijke foto

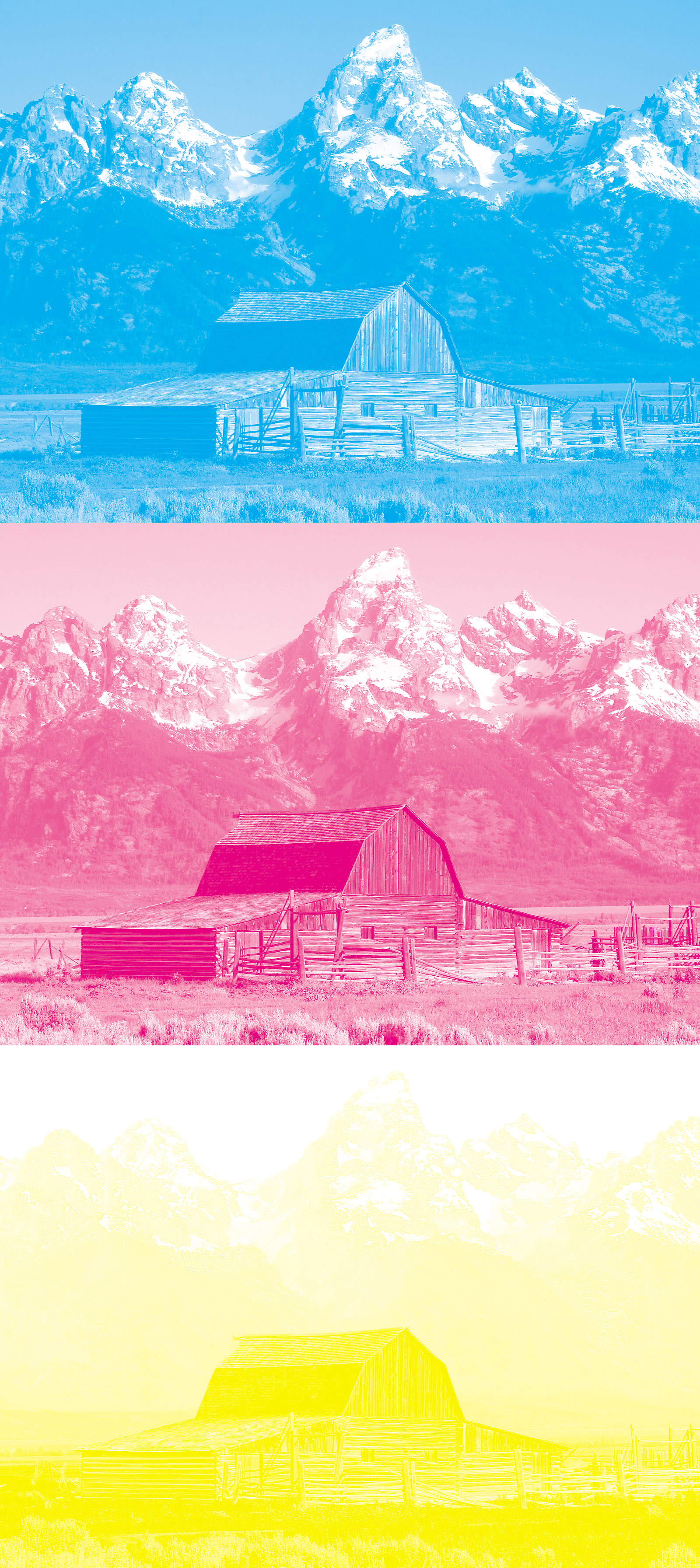
Splitsing in CMY

Voor het maken van een kleurendruk wordt de oorspronkelijke afbeelding in vier kanalen gesplitst, zoals in onderstaand voorbeeld. Ook de splitsing in drie kleuren is weergegeven, zonder zwart. Te zien is dat de blauwe lucht in de CMYK codering vrijwel geen geel bevat; de bruine schuur bevat bijna geen blauw. 

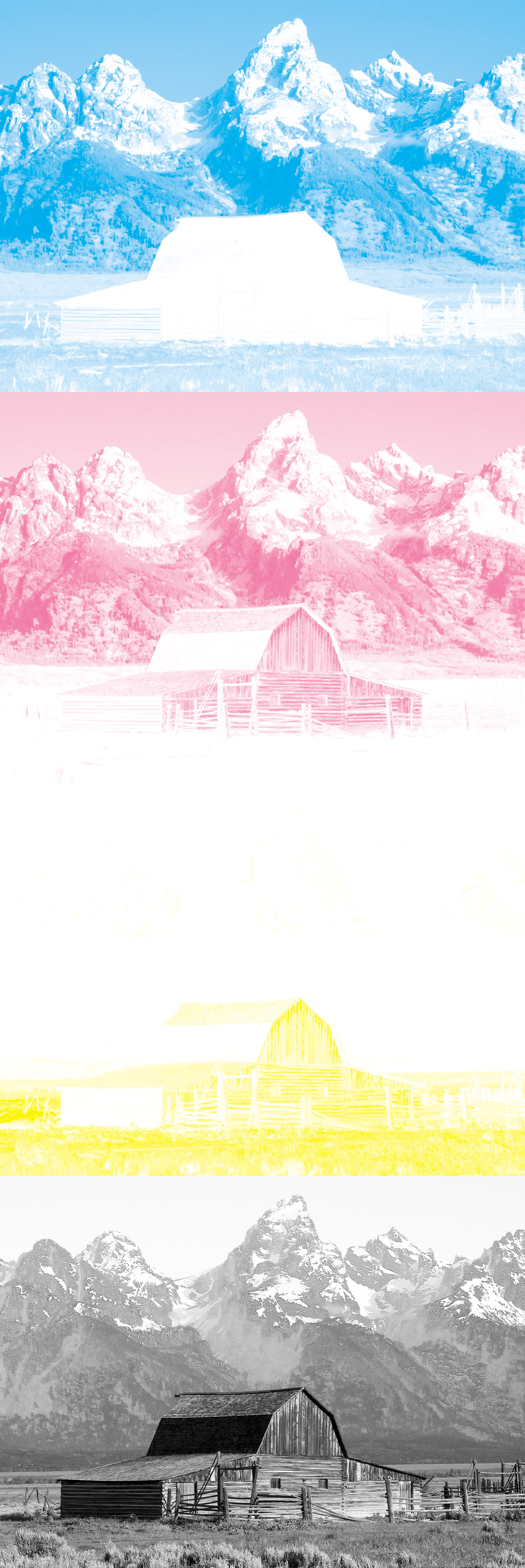
Splitsing in CMYK

- Splitsing in CMYK
- Oorspronkelijke foto
- Splitsing in CMY

## Halftonen

Diagram met voorbeelden van halftonen met behulp van CMYK. Een gedempt lichtblauw, groen en sienna.

Bij CMYK-afdrukken zorgt het rasteren (afdrukken in kleine puntjes) voor een onvolledige verzadiging van de primaire kleuren; kleine puntjes van elke primaire kleur worden in een patroon afgedrukt dat klein genoeg is om door mensen als een egale kleur te worden waargenomen. Magenta dat bijvoorbeeld met een halftoon van 20% wordt afgedrukt, levert een roze kleur op, omdat de kleine puntjes magenta puntjes op het witte papier door het menselijk oog als lichter en minder verzadigd worden waargenomen dan de kleur van pure magenta-inkt. Zonder dit rasteren zou elke primaire kleur binair zijn, dat wil zeggen aan of uit, waardoor er slechts acht kleuren gemaakt zouden kunnen worden: wit, de drie primaire kleuren (cyaan, magenta, geel), de drie secundaire kleuren (rood, groen, blauw) en zwart.

## Beperkingen
Met vierkleurendruk kan een groot aantal kleuren gereproduceerd worden, maar het is niet mogelijk om sommige felle kleuren te reproduceren. Uit het onderstaande voorbeeld blijkt dat, ook al is het verkregen resultaat bevredigend, bepaalde kleuren zwakker worden ten opzichte van hun weergave in rood-groen-blauw op een computerscherm en hun productie in vier kleuren op papier. Dit is vooral opvallend bij de oranje fruitsoorten (sinaasappels, pompoenen, mandarijnen), omdat de feloranje kleur onmogelijk exact kan worden weergegeven in vierkleurendruk. Ook bij de felroze pitaya's is de CMYK methode niet perfect.

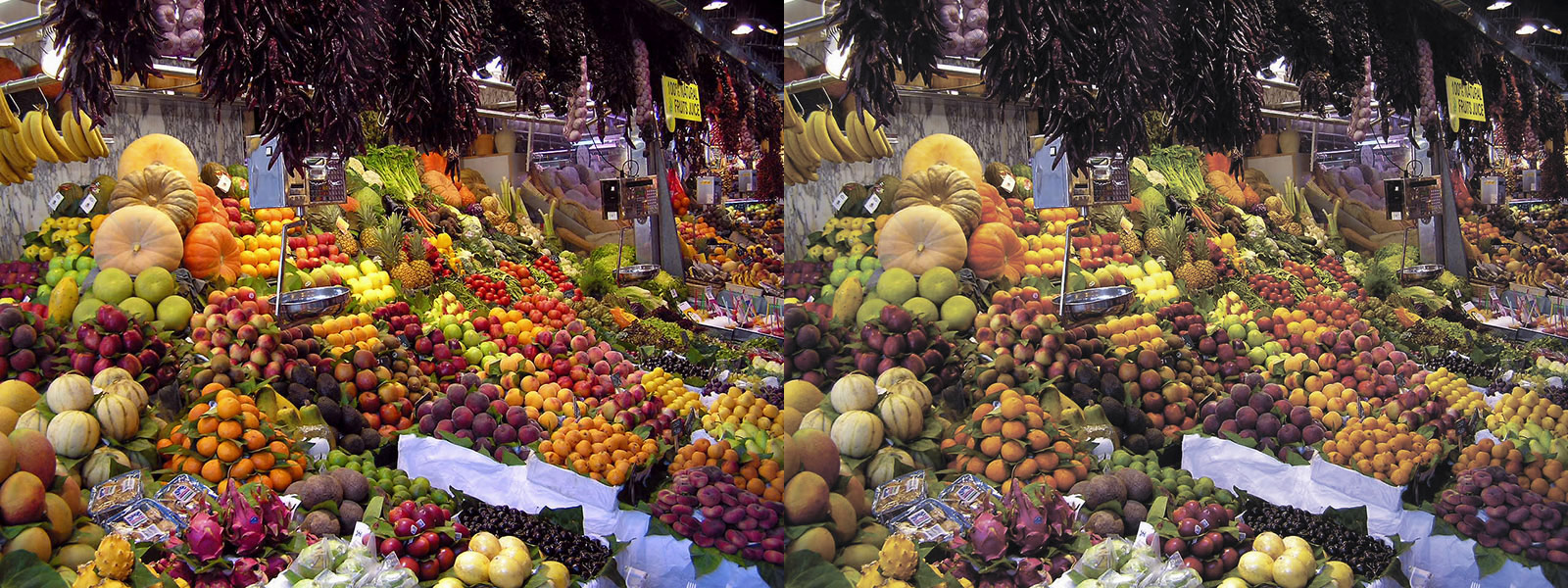
Links de foto in RGB-modus, rechts de foto met kleuren die met een vierkleurenproces verkregen kunnen worden.

Om de beperkingen te verminderen is het 7-kleuren proces (extended gamut) geïntroduceerd. Aan de 4 CMYK kleuren worden extra kleuren toegevoegd, meestal oranje, groen en violet. Daarmee kunnen tot 90% van de Pantone kleuren gedrukt worden.
primaire kleur · secundaire kleur · tertiaire kleur · complementaire kleur · kleurencirkel · partitieve kleurmenging · kleurcontrast · kleurtemperatuur

kleurcodering · kleurruimte · CIELAB · CMYK · HSL/HLS · HSV/HSB · HTML-kleuren · NCS · Pantone PMS · RAL · RGB · YIQ · YUV · YPbPr